# Campeonato Moçambicano de Futebol de 2023
O Moçambola 2023 foi a 45ª temporada da principal competição de futebol em Moçambique tendo sido disputado por 12 clubes em duas voltas. Em cada volta, todos as equipas jogaram entre si uma única vez, sendo declarado campeão moçambicano a equipe que obtiver o maior número de pontos após as 22 jornadas. No final da competição, o campeão classifica-se para a Liga dos Campeões da CAF de 2024.
A temporada teve início a 15 de Abril e terminou a 5 de Novembro.
Foram promovidos ao Moçambola 2023 os vencedores das competições ("poules") regionais de acesso ao Moçambola em 2022: Baía de Pemba Futebol Clube no Norte; Ferroviário de Quelimane no Centro; e Matchedje de Maputo no Sul. Estas equipas substituíram as classificadas nos três últimos lugares em 2022, que desceram à segunda divisão: Incomáti, Liga Desportiva de Maputo e  Matchedje de Mocuba.

## Participantes
| Clube                              | Localidade | Estádio                           | Desempenho em 2022                       | Notas |
| ---------------------------------- | ---------- | --------------------------------- | ---------------------------------------- | ----- |
| Associação Desportiva de Vilankulo | Vilanculos | Estádio Municipal de Vilanculos   | 8.º                                      |       |
| Baía de Pemba Futebol Clube        | Pemba      | Estádio Municipal de Pemba        | 1º na poule de apuramento da zona norte  |       |
| Associação Black Bulls             | Matola     | Complexo Desportivo de Tchumene   | 2.º                                      |       |
| Clube de Desportos da Costa do Sol | Maputo     | Estádio do Costa do Sol           | 7.º                                      |       |
| Clube Ferroviário da Beira         | Beira      | Estádio do Ferroviário            | 5.º                                      |       |
| Clube Ferroviário de Lichinga      | Lichinga   | Estádio Municipal 1º de Maio      | 6.º                                      |       |
| Clube Ferroviário de Maputo        | Maputo     | Estádio da Machava                | 8.º                                      |       |
| Clube Ferroviário de Nacala        | Nacala     | Estádio de Nacala Velha           | 9.º                                      |       |
| Clube Ferroviário de Nampula       | Nampula    | Estádio 25 de Junho               | 3.º                                      |       |
| Clube Ferroviário de Quelimane     | Quelimane  | Campo do Ferroviário de Quelimane | 1º na poule de apuramento da zona centro |       |
| Clube Desportivo Matchedje         | Maputo     | Estádio da Machava                | 1º na poule de apuramento da zona sul    |       |
| União Desportiva do Songo          | Songo      | Estádio 27 de Novembro            | Campeão                                  |       |

### Treinadores
| Clube                    | Treinador                                                |
| ------------------------ | -------------------------------------------------------- |
| AD Vilankulo             | Antero Cambaco (1ª—22ª)                                  |
| Baía de Pemba            | Eurico da Conceição (1ª—11ª) Artur Semedo (12ª—22ª)      |
| Black Bulls              | Hugo Martins (1ª—15ª) Artur Semedo (17ª—22ª)             |
| Costa do Sol             | Horácio Gonçalves (1ª—22ª)                               |
| Ferroviário da Beira     | Hélder Duarte (1ª—22ª)                                   |
| Ferroviário de Lichinga  | Turito Macassar (1ª—9ª, 17ª—22ª) Nacir Armando (10ª—16ª) |
| Ferroviário de Maputo    | João Chissano (1ª—22ª)                                   |
| Ferroviário de Nacala    | Artur Comboio (1ª—11ª) Dário Monteiro (12ª—22ª)          |
| Ferroviário de Nampula   | Antoninho Muchanga (1ª—14ª) Nacir Armando (15ª—16ª)      |
| Ferroviário de Quelimane | Rogério Balate (1ª—5ª) Arnaldo Ouana (7ª—22ª)            |
| Matchedje                | Abineiro Ussaca (1ª—22ª)                                 |
| UD Songo                 | Srdjan Zivojnov (1ª—22ª)                                 |

## Classificação
| Pos | Equipe                       | Pts | J  | V  | E | D  | GP | GC | SG  | Classificação ou descenso                                         |
| --- | ---------------------------- | --- | -- | -- | - | -- | -- | -- | --- | ----------------------------------------------------------------- |
| 1   | Ferroviário da Beira (C)     | 39  | 22 | 11 | 6 | 5  | 27 | 18 | +9  | Campeão e classificado para a Liga dos Campeões da CAF de 2024–25 |
| 2   | Black Bulls                  | 38  | 22 | 11 | 5 | 6  | 30 | 18 | +12 |                                                                   |
| 3   | Ferroviário de Nampula       | 36  | 22 | 11 | 3 | 8  | 24 | 21 | +3  |                                                                   |
| 4   | Costa do Sol                 | 36  | 22 | 10 | 6 | 6  | 33 | 22 | +11 |                                                                   |
| 5   | UD Songo                     | 35  | 22 | 10 | 5 | 7  | 28 | 17 | +11 |                                                                   |
| 6   | Baía de Pemba                | 33  | 22 | 8  | 9 | 5  | 20 | 18 | +2  |                                                                   |
| 7   | Ferroviário de Lichinga      | 32  | 22 | 8  | 8 | 6  | 20 | 21 | −1  |                                                                   |
| 8   | Ferroviário de Maputo        | 29  | 22 | 8  | 5 | 9  | 23 | 20 | +3  |                                                                   |
| 9   | AD Vilankulo                 | 28  | 22 | 7  | 7 | 8  | 14 | 17 | −3  |                                                                   |
| 10  | Ferroviário de Nacala (R)    | 25  | 22 | 7  | 4 | 11 | 21 | 32 | −11 | Rebaixados                                                        |
| 11  | Ferroviário de Quelimane (R) | 20  | 22 | 5  | 5 | 12 | 15 | 27 | −12 | Rebaixados                                                        |
| 12  | Matchedje (Maputo) (R)       | 10  | 22 | 1  | 7 | 14 | 16 | 40 | −24 | Rebaixados                                                        |